# تيد هارتلي
تيد هارتلي (بالإنجليزية: Ted Hartley)‏ هو ممثل أمريكي، ولد في 6 نوفمبر 1936 بأوماها في الولايات المتحدة.

## أعمال

### أفلام
- (2009) سباق إلى جبل ساحرة[4]

## وصلات خارجية
- تيد هارتلي على موقع IMDb (الإنجليزية)
- تيد هارتلي على موقع قاعدة بيانات برودواي على الإنترنت (الإنجليزية)
- تيد هارتلي على موقع قاعدة بيانات الفيلم (الإنجليزية)